# Mullanpur Garibdass
Mullanpur Garibdass is een census town in het district Mohali van de Indiase staat Punjab. 

## Demografie
Volgens de Indiase volkstelling van 2001 wonen er 6143 mensen in Mullanpur Garibdass, waarvan 53% mannelijk en 47% vrouwelijk is. De plaats heeft een alfabetiseringsgraad van 72%. 